# Varagavan
Varagavan (in armeno Վարագավան?) è un comune dell'Armenia di 748 abitanti (2001) della provincia di Tavush.